# Stroczek domowy

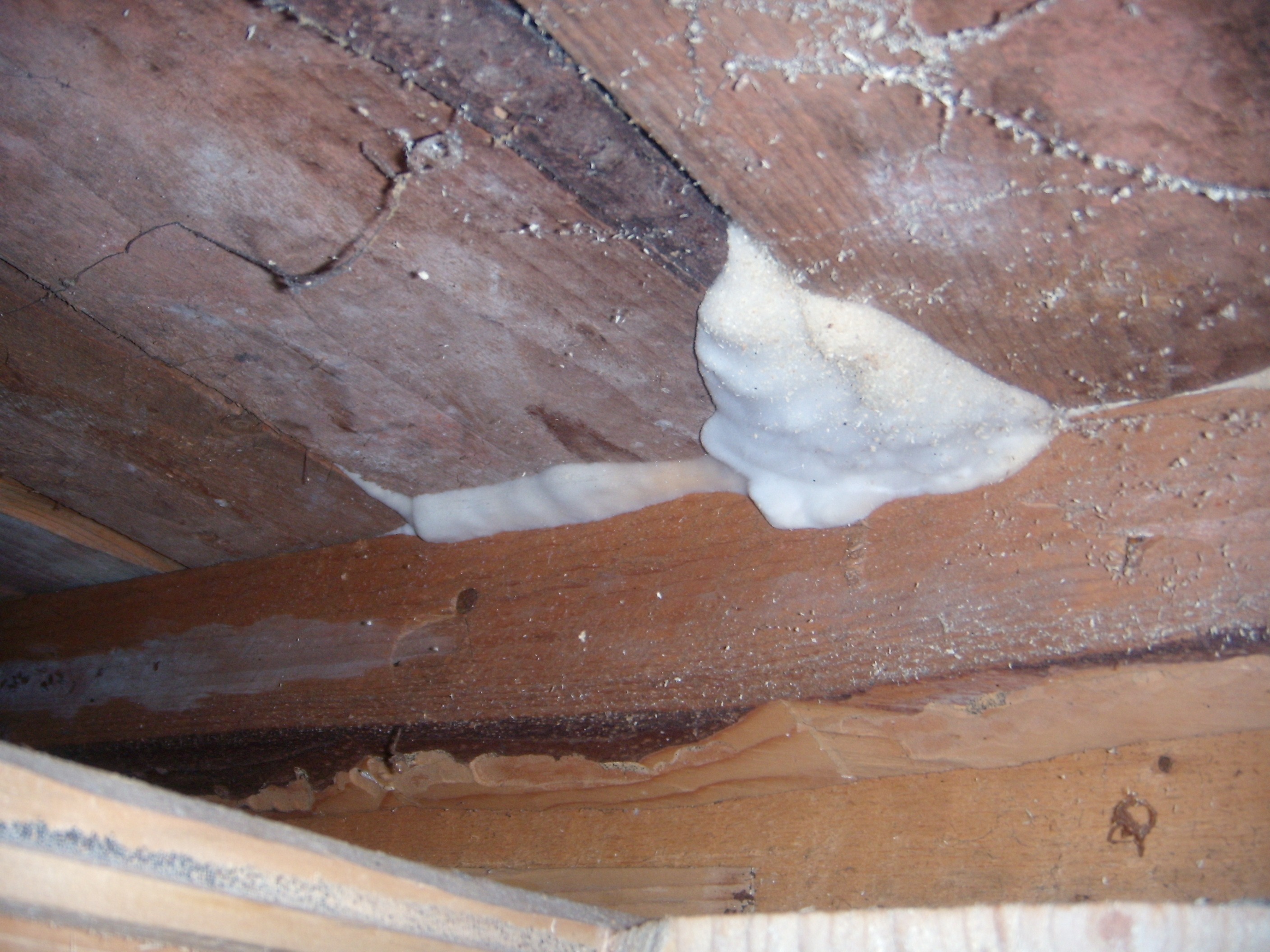
Początkowy etap rozwoju na drewnie

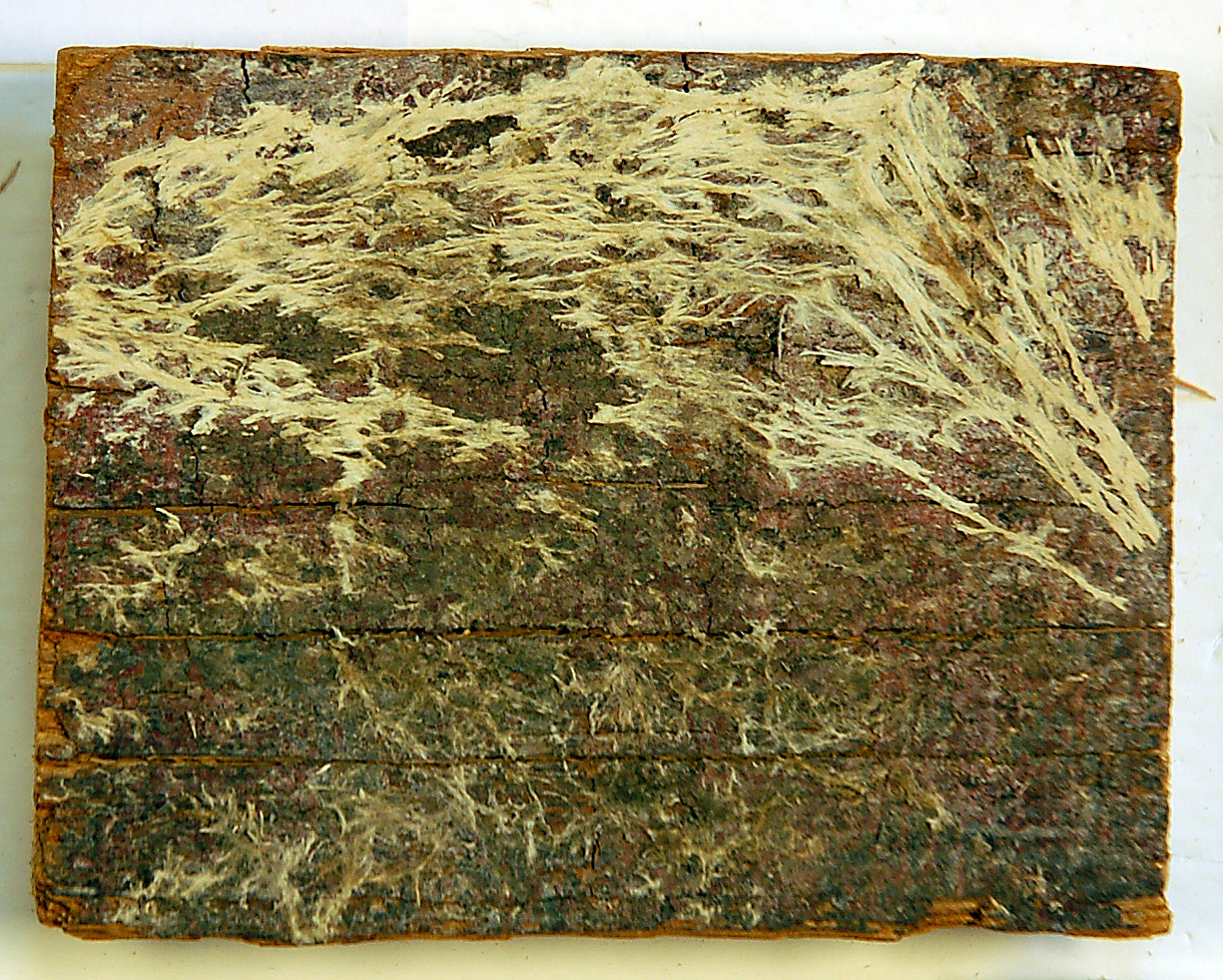
Sznury grzybniowe

Stroczek domowy (Serpula lacrymans (Wulfen) J. Schröt.) – gatunek grzybów z rodziny stroczkowatych (Serpulaceae), popularnie nazywany prawdziwym grzybem domowym lub grzybem domowym właściwym.

## Systematyka i nazewnictwo
Pozycja w klasyfikacji według Index Fungorum: Serpula, Serpulaceae, Boletales, Agaricomycetidae, Agaricomycetes, Agaricomycotina, Basidiomycota, Fungi.
Po raz pierwszy takson ten zdiagnozował w 1781 r. Franz Xaver von Wulfen nadając mu nazwę Boletus lacrymans. Obecną, uznaną przez Index Fungorum nazwę nadał mu w 1885 r. Joseph Schröter, przenosząc go do rodzaju Serpula.
Ma ok. 40 synonimów naukowych.
Polską nazwę podał Henryk Orłoś w 1951 r. W polskim piśmiennictwie mykologicznym gatunek ten opisywany był też pod nazwami: stroczek łzawy, stroczek rosisty, huba rosista, drzewoniszcz rosisty, toczek rosisty, prawdziwy grzyb domowy, stroczek łzawiący, stroczek płaczący.

## Morfologia
Grzybnia
W pierwszym okresie po zainfekowaniu drewna tworzy puszystą, watowatą, białą grzybnię powietrzną, na której z czasem powstają jasnożółte lub czerwone plamy. Później, zwłaszcza w bardziej suchych warunkach, przyjmuje postać jedwabistej, skórki o srebrnoszarej barwie i tworzy białoszare ryzomorfy (sznury grzybniowe) o grubości 5–8 mm i długości kilku metrów. Początkowo są one elastyczne i miękkie, w miarę rozwoju twardnieją i stają się sztywne i kruche.
Owocnik
Grzybnia przekształca się w błonkowaty, przylegający do podłoża, rozpostarty lub rozpostarto-odgięty owocnik, który może osiągnąć długość do kilkudziesięciu cm i grubość 3–10 mm. Czasami tworzy także kapelusiki o szerokości 2–10 cm. Owocnik i kapelusiki mają tępy, równy, watowaty, lub filcowaty i nabrzmiały brzeg. Miąższ początkowo elastyczny i gąbczasty, potem gumowaty, w końcu łykowaty. Powierzchnia owocnika pokryta jest hymenoforem, który początkowo jest nierówny, potem w miarę rozwoju staje się rurkowaty, labiryntowaty, siateczkowaty i jamkowaty (hymenofory tego typu określa się jako meruliowate). Początkowo ma barwę żółtawą, żółtopomarańczową, potem brązową, oliwkowobrązową, czerwonobrązową. Początkowo ma przyjemny, grzybowy zapach, potem zapach staje się nieprzyjemny. Smak łagodny.
Cechy mikroskopowe
Zarodniki podobne do ziarenek kawy, żółtobrunatne, 9–12 × 5,5–6 µm. Strzępki ze sprzążkami. Po spróchnieniu drewna i wyczerpaniu się zapasów pokarmowych tworzy chlamydospory.
Gatunki podobne
- gnilica mózgowata (Coniophora puteana)
- jamkówka sznurowata (Fibroporia vaillantii)
- stroczek leśny (Serpula himantioides)

## Znaczenie
Saprotrof obligatoryjny, wywołujący bardzo intensywną brunatną zgniliznę drewna. Zaliczany jest do grupy grzybów domowych i jest najgroźniejszym wśród nich gatunkiem powodującym zgniliznę drewna. Rozwija się głównie na drewnie sosny i innych drzew iglastych, rzadziej na drewnie drzew liściastych, zwłaszcza na zawierającym garbniki drewnie dębowym. Rozwija się na drewnie konstrukcyjnym znajdującym się w wilgotnych, słabo wentylowanych pomieszczeniach, a także na papierze i tkaninach naturalnego pochodzenia. W pierwszym etapie zaatakowane drewno pokrywa się białą, watowatą grzybnią, potem wytwarza się owocnik grzyba. Drewno brunatnieje, robi się miękkie i pęka zarówno wzdłuż, jak i w poprzek włókien. W rezultacie rozpada się na wielościenne, spróchniałe klocki. Wytwarzane przez grzyba sznury grzybniowe mogą przerastać ściany, mury, beton, niektóre wykładziny podłogowe i docierać do miejsc odległych nawet o kilka metrów, gdzie grzyb znów kontynuuje rozwój, jeśli napotka na drewno.
Grzyb rozkłada zawartą w drewnie celulozę. Jednym z produktów jej rozkładu jest woda dostarczająca grzybowi niezbędną wilgoć. Owocniki i grzybnię można łatwo usunąć mechanicznie. Przerastające podłoże sznury grzybniowe zachowują jednak żywotność i w sprzyjających warunkach grzyb rozwija się ponownie.
Ochrona polega na profilaktycznym zabezpieczaniu drewna środkami grzybobójczymi.
w